# Аджигардак
Аджигарда́к — горный хребет на Южном Урале рядом с городом Аша (Челябинская область), на границе с Башкортостаном, Россия.
Горный хребет Аджигардак сложен из осадочных пород с изрезаными глубокими логами-распадками.
Рядом протекает река Сим. Высочайшая безымянная вершина хребта имеет высоту 738,6 метра, вторая по высоте гора в хребте — гора Аджигардак 581,2 метра над уровнем моря.
Здесь же располагается одноимённый горнолыжный курорт.